# Лиман (корабель)
«Лиман» — корабель російської військово-морської розвідки. Потоплений 27 квітня 2017 року в результаті зіткнення із судном-худобовозом «Youzarsif H».

## Технічні дані
Судно радянського проєкту №861.
Класифікація NATO: «Moma class».
Довжина — 73,32 м, осадка 3,85 м. Водотоннажність при повному навантаженні — 1542 тони. Обладнане двома дизельними двигунами «Згода-Зульцер 6ТД-48» потужністю 1800 кінських сил (1300 кВт) кожний. 
Основне обладнання: техніка для перехоплення радіозв'язку та електронних сигналів.
Додаткове озброєння: шістнадцять ракет типу «земля-повітря» «Стріла».
Максимальна швидкість: 17,3 вузла (32,0 км/год)
Оперативний простір: 9700 морських миль при швидкості 11 вузла.
Екіпаж: Судно розраховане на команду з 85 чоловік.

## Історія
Судно було побудоване в 1970 році на корабельні «Північна» (Stocznia Północna) у Гданську як гідрографічне дослідне судно. Всього за цим проєктом у 1967-1973 рр. було збудовано 29 таких суден, 9 із них були згодом переобладнані як військові розвідники за проєктом №861М.
«Лиман» перші роки був приписаний до Північного флоту ВМФ СРСР, у 1974 році був переведений на Чорноморський флот СРСР.
Переобладнаний у військових цілях в 1989 році. Він був оснащений для цілей радіоелектронної розвідки (РЕР).  Після розвалу СРСР перейшов до Росії. У квітні 1999 «Лиман» був направлений в Адріатичне море на прохання югославського президента Слободана Мілошевича, щоб стежити за НАТО в операції проти Югославії.
Всього з 1990 по 2010 роки «Лиман» здійснив 13 великих морських походів у районі Середземного моря із заходами у базові порти Тартус (Сирія) та Бізерта (Туніс).

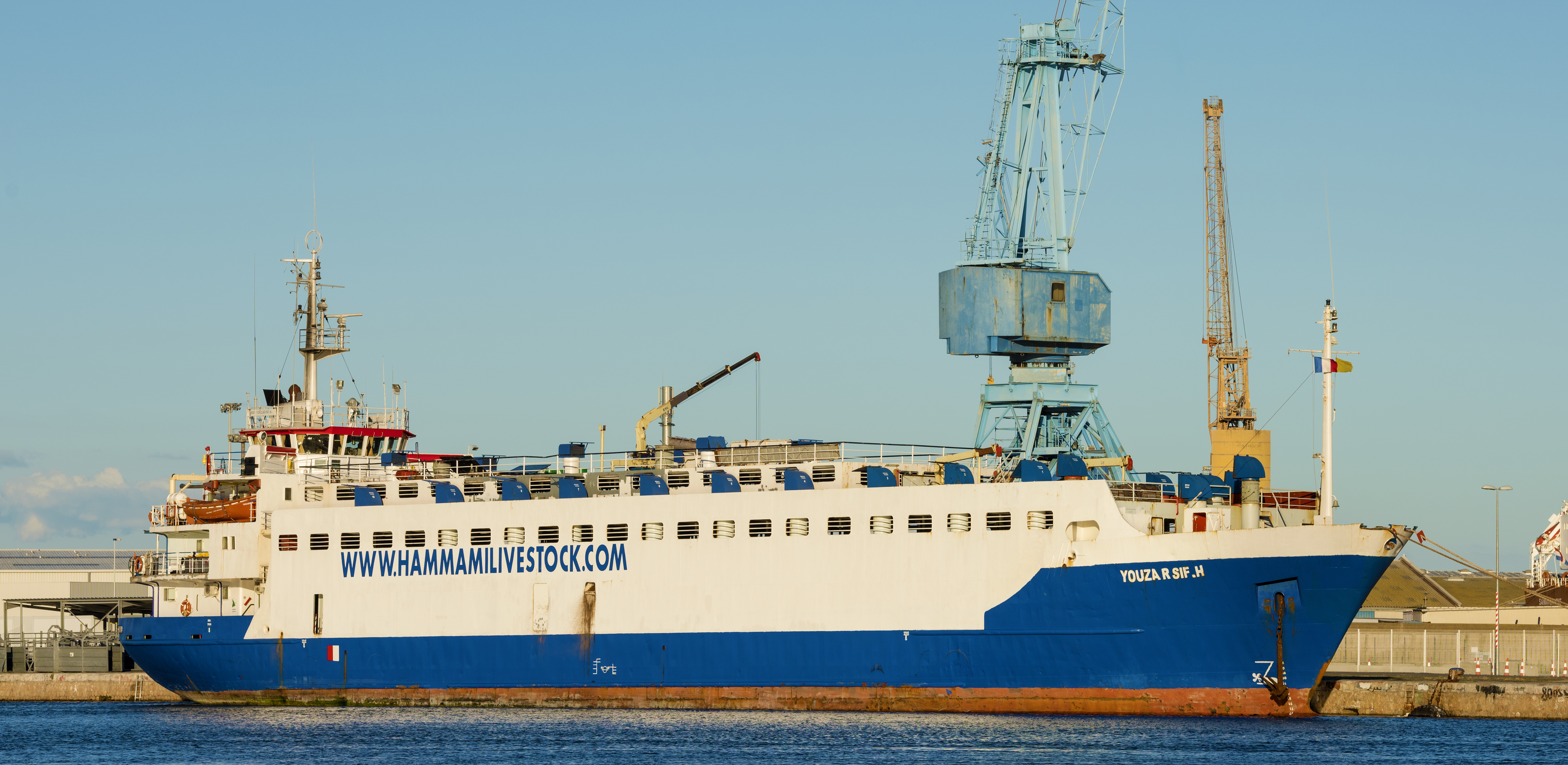
Худобовоз Youzarsif H.

## Аварія
27 квітня 2017 року опівдні, під час стереження за маневрами в Чорному морі кораблів НАТО під назвою «Морський щит», «Лиман» зіткнувся, як було російською стороною заявлено — «в умовах густого туману та поганої видимості» — із судном-худобовозом «Youzarsif H», яке йшло під тоголезьким прапором. «Youzarsif H» перевозив на борту понад 8 тисяч овець з порту Мідія в Румунії до м. Акаба в Йорданії. Зіткнення відбулося на 29 км на північний-захід від прибережного турецького містечка Кіліос. «Лиман» отримав пробоїну по правому борту нижче ватерлінії і почав тонути. 
Турецька берегова охорона направила на місце аварії буксир «Kurtarma 3» і рятувальні катери «Kiyem 3», «Ківі Emniyeti 6» і «Kiyi Emniyeti 8», але врятувати «Лиман» не вдалося і він затонув о 14 годині 48 хвилин у пункті з координатами 41°30′ пн. ш. 28°57′ сх. д. / 41.50° пн. ш. 28.95° сх. д., близько 40 км на північний захід від гирла Босфору. Турецькі рятувальники взяли на борт 37 членів російського екіпажу, ще 15 були врятовані командою «Youzarsif H». Всі 78 членів команди, що на момент аварії знаходилися на борту, були врятовані. Потім вони були передані на російське вантажне судно Ulus Star, доставлені до найближчого порту і звідти літаком відправлені до Росії.
На момент зіткнення капітаном «Лиману» був  капітан 3-го рангу ВМФ РФ К. Бєляєв.

## Жарти
Той факт, що корабель-розвідник не зміг спостерігти цивільне судно та ще й був потоплений ним, викликало багато жартів і фотожаб .